# Редингтон-Бич (Флорида)
Редингтон-Бич (англ. Redington Beach) — муниципалитет, расположенный в округе Пинеллас (штат Флорида, США) с населением в 1539 человек по статистическим данным переписи 2000 года.

## География
По данным Бюро переписи населения США муниципалитет Редингтон-Бич имеет общую площадь в 3,37 квадратных километров, из которых 1,04 кв. километров занимает земля и 2,33 кв. километров — вода. Площадь водных ресурсов округа составляет 69,14 % от всей его площади.
Муниципалитет Редингтон-Бич расположен на высоте 1 м над уровнем моря.

## Демография
По данным переписи населения 2000 года в Редингтон-Бич проживало 1539 человек, 464 семьи, насчитывалось 724 домашних хозяйств и 987 жилых домов. Средняя плотность населения составляла около 456,68 человек на один квадратный километр. Расовый состав населённого пункта распределился следующим образом: 97,14 % белых, 0,45 % — чёрных или афроамериканцев, 0,13 % — коренных американцев, 1,43 % — азиатов, 0,84 % — представителей смешанных рас, Испаноговорящие составили 2,92 % от всех жителей.
Из 724 домашних хозяйств в 16,9 % воспитывали детей в возрасте до 18 лет, 54,3 % представляли собой совместно проживающие супружеские пары, в 7,7 % семей женщины проживали без мужей, 35,9 % не имели семей. 26,7 % от общего числа семей на момент переписи жили самостоятельно, при этом 11,0 % составили одинокие пожилые люди в возрасте 65 лет и старше. Средний размер домашнего хозяйства составил 2,13 человек, а средний размер семьи — 2,54 человек.
Население муниципалитета по возрастному диапазону по данным переписи 2000 года распределилось следующим образом: 14,0 % — жители младше 18 лет, 3,5 % — между 18 и 24 годами, 23,3 % — от 25 до 44 лет, 35,3 % — от 45 до 64 лет и 24,0 % — в возрасте 65 лет и старше. Средний возраст жителей составил 50 лет. На каждые 100 женщин в Редингтон-Бич приходилось 86,3 мужчин, при этом на каждые сто женщин 18 лет и старше приходилось 84,1 мужчин также старше 18 лет.
Средний доход на одно домашнее хозяйство составил 54 830 долларов США, а средний доход на одну семью — 60 795 долларов. При этом мужчины имели средний доход в 45 921 доллар США в год против 27 500 долларов среднегодового дохода у женщин. Доход на душу населения составил 54 830 долларов в год. 4,1 % от всего числа семей в населённом пункте и 5,7 % от всей численности населения находилось на момент переписи населения за чертой бедности, при этом 5,1 % из них были моложе 18 лет и 8,7 % — в возрасте 65 лет и старше.